# Greng
Greng (/ɡʁɛ̃/) est une localité et une commune suisse du canton de Fribourg, située dans le district du Lac. Son nom dérive du latin grangia (grange). La langue officielle de cette commune est toujours le français, même si dans les faits la langue allemande prédomine.

## Géographie
Selon l'Office fédéral de la statistique, Greng mesure 97 ha. 13,9 % de cette superficie correspond à des surfaces d'habitat ou d'infrastructure, 73,3 % à des surfaces agricoles, 9,9 % à des surfaces boisées et 3,0 % à des surfaces improductives.
Greng est limitrophe des communes fribourgeoises de Morat (à l'est) et Courgevaux (au sud), et de la commune vaudoise de Faoug à l'ouest. Le nord de la commune est bordé par le lac de Morat.

## Démographie
Selon l'Office fédéral de la statistique, Greng compte 170 habitants en 2022. Sa densité de population atteint 175 hab./km2.
Le graphique suivant résume l'évolution de la population de Greng entre 1850 et 2008 :

## Histoire
Dès l'installation au château du fermier général Gigot de Garville en 1784, ancien administrateur des domaines royaux, Greng devint le principal foyer d'un cosmopolitisme différend. Sa fille, veuve du comte d'Affry et belle-sœur du futur landamann, dirigeait la maison. À la Révolution, le cadre des habitués s'agrandit encore : on voit arriver les abbés Valeur et Rousseau, l'évêque de Saint-Dié, une demoiselle de Saint-Marc, Norvins, le neveu de Garville pour les fidèles et d'autres, occasionnels, tels le duc d'Ayen, le général de Montesquiou, Mme de Montolieu, Benjamin Constant, qui établirent un cercle philosophique dont les disputes savantes portèrent le nom de Greng loin à la ronde.